# Aipysurus laevis
Aipysurus laevis — вид отруйних змій родини аспідових (Elapidae).

## Поширення

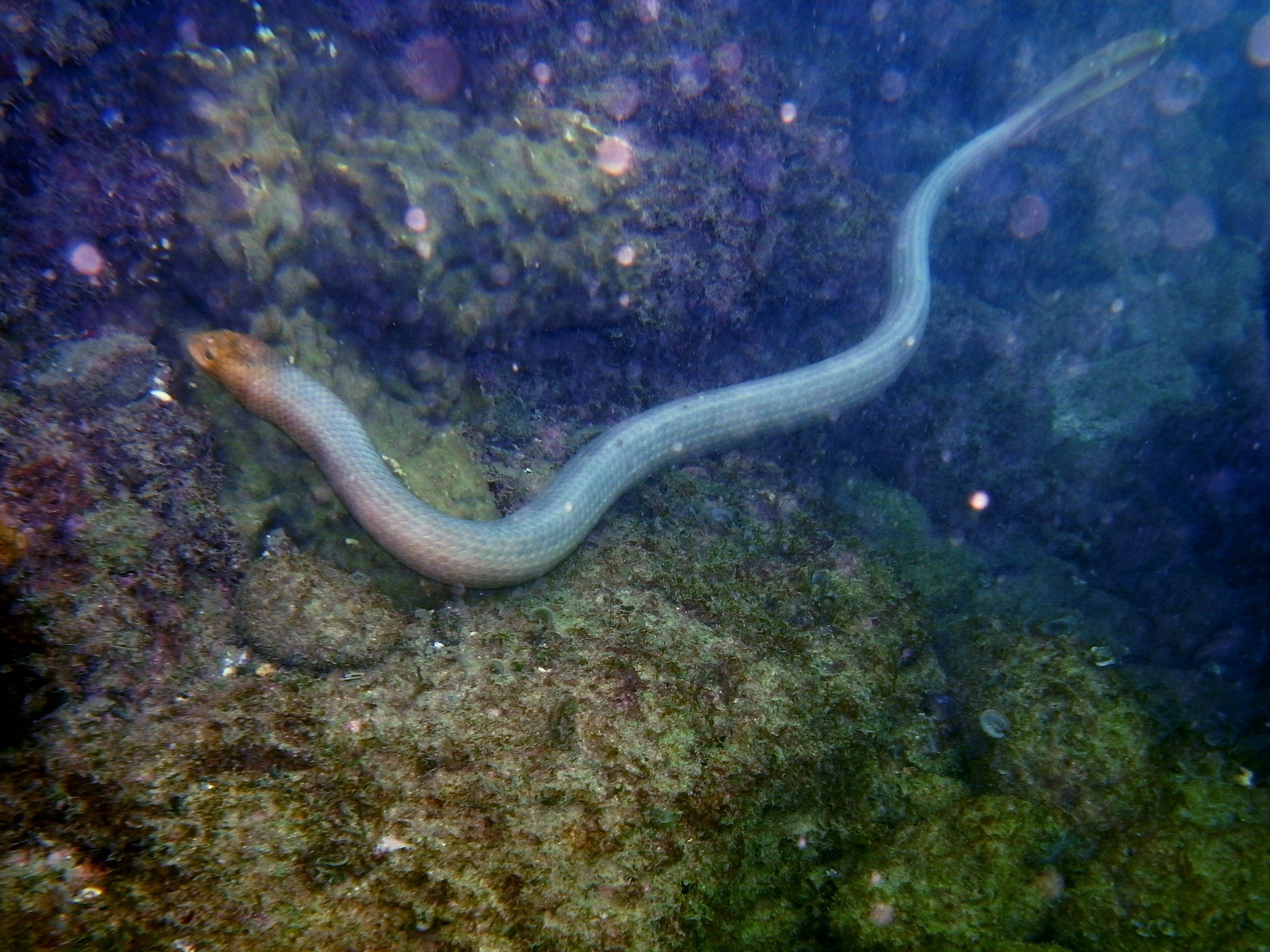

Вид поширений на коралових рифах в тропічних регіонах на сході Індійського і на заході Тихого океанів.

## Опис
Змія завдовжки до 2 м. Тіло зверху вкрите коричнево-фіолетовою лускою, а нижня частина вкрита білою лускою. Голова оливкового забарвлення. Плаває за допомогою веслоподібного хвоста.

## Спосіб життя
Змія мешкає серед коралових рифів та у неглибоких бухтах. Живиться ракоподібними, рибою та ікрою риб. Змія використовує отруту щоб знерухомити свою жертву. Отрута допомагає також перетравити здобич.

## Розмноження
Самці досягають статевої зрілості у віці трьох років, тоді як самиці починають розмноження у віці 4-5 років. Зазвичай до однієї самиці залицяються декілька самців. Парування відбувається у відкритій воді. Запліднення внутрішнє. Вагітність триває близько дев'яти місяців. Самці народжують до п'яти дитинчат. Зрідка у приплоді може бути відразу десять або одинадцять дитинчат. Максимальна тривалість життя змії становить близько п'ятнадцяти років.